# Ruja

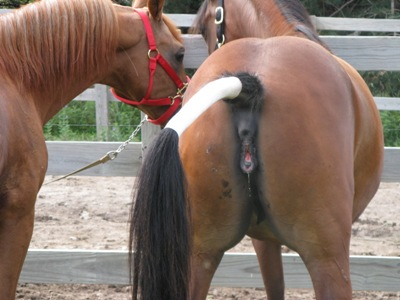
Oznaki rui u klaczy. „błyskanie sromem” (tj. rytmiczne otwieranie szpary sromowej) i wydalanie śluzu oraz moczu

Ruja, cieczka, estrus (łac. oestrus) – faza płodności samic w cyklu rozrodczym większości ssaków łożyskowych. Ułatwia skojarzenie pary w celu zapewnienia przekazania genów.
Ruja występuje cyklicznie – raz (ssaki monoestralne) lub kilka (ssaki poliestralne) razy w roku – u psów zwykle dwa razy w roku, u innych psowatych i większości ssaków drapieżnych jeden raz, a u myszowatych kilka razy w roku. Poza okresem rui samice nie są zdolne do rozrodu, czy wręcz kopulacji.

## Cykl rozrodczy
Pełny cykl rozrodczy składa się z czterech faz:

### Proestrus – faza przedrujowa
W efekcie zmian hormonalnych następuje obrzęk, twardnienie i przekrwienie sromu i wydzielanie z pochwy krwistej wydzieliny zawierającej feromony, które przywabiają samce. W tej fazie dojrzewają pęcherzyki Graafa. Dodatkowo występują charakterystyczne dla gatunku zmiany w zachowaniu samic. Za początek fazy przedrujowej (łac. pro-oestrus) przyjmuje się dzień, w którym pojawiło się krwawienie.

### Estrus – ruja właściwa

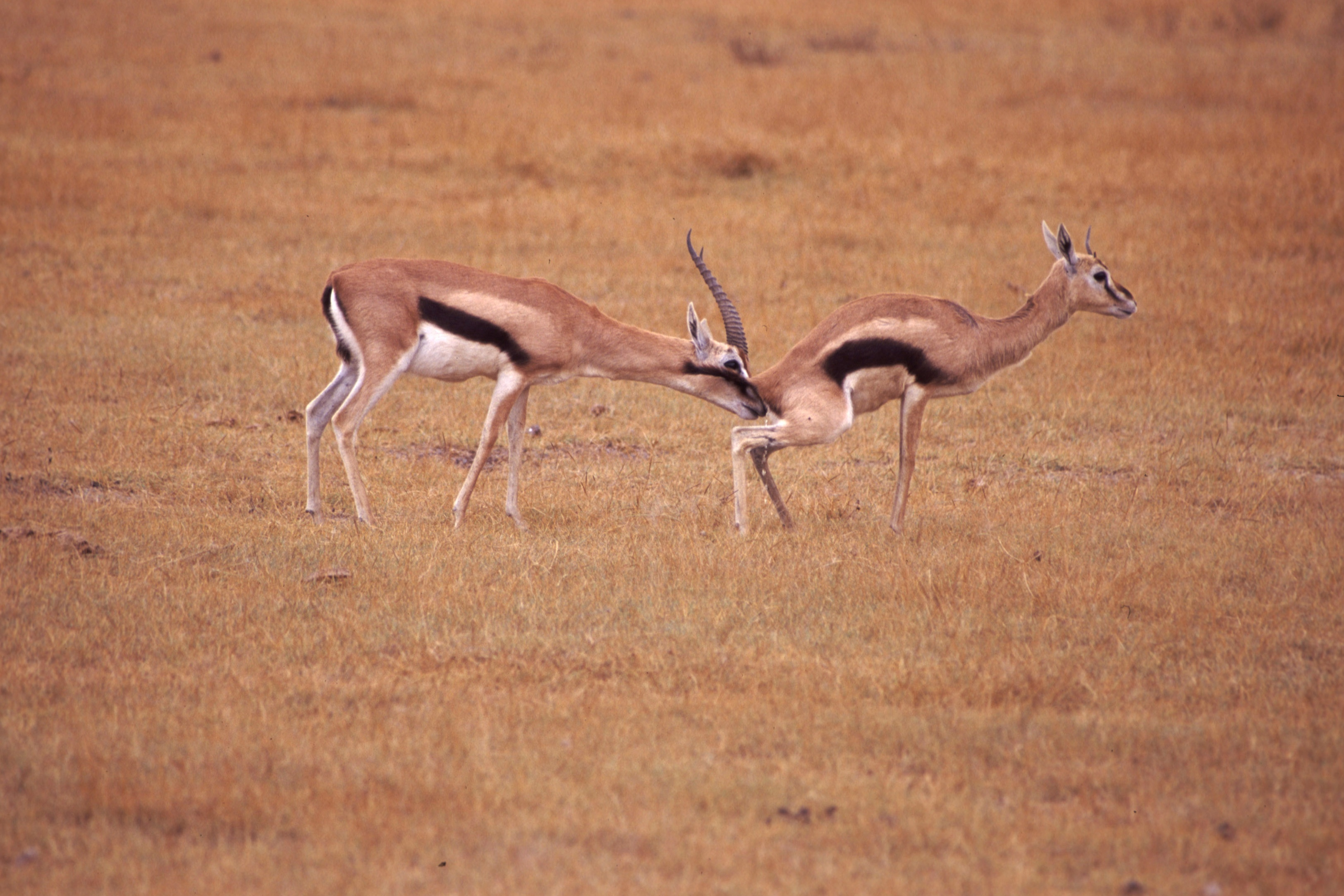
Pozycja lordosis u gazeli

Estrus (łac. oestrus) to okres, w którym samica osiągnęła gotowość do rozpoczęcia kopulacji i jest zdolna do zapłodnienia, inicjuje zachowania seksualne samców przez eksponowanie sromu i wyginanie kręgosłupa (pozycja lordosis). U niektórych gatunków srom czerwienieje, ustępuje jego twardnienie i obrzęk, wydzielina zmienia się z krwistej na śluzową. U większości gatunków następuje spontaniczna owulacja. U kotów owulacja wywoływana jest przez  kopulację.

### Metestrus – faza porujowa
Metestrus (łac. met-oestrus) trwa od 1–5 dni. W tej fazie kształtują się ciałka żółte i rozpoczyna się produkcja progesteronu. W tym czasie następuje zapłodnienie komórki jajowej, a w jego konsekwencji – ciąża.

### Anestrus – faza spoczynku jajników
Anestrus (łac. an-oestrus) Okres braku aktywności płciowej, w którym organizm regeneruje się i przygotowuje do kolejnej ciąży.

## Ruja pozorna
Początkowy przebieg (proestrus i estrus) przebiegają bez zmian, ale nie następuje zapłodnienie (może nawet nie dojść do kopulacji). W dalszym przebiegu obserwowana jest ciąża urojona (ciąża rzekoma).

## Psy
Osiąganie dojrzałości płciowej, częstotliwość cieczki oraz czas trwania poszczególnych jej faz przebiega u psów odmiennie w zależności od rasy, a dokładniej od wielkości psa. Psy ras większych później osiągają dojrzałość, ich cieczka występuje zwykle rzadziej (u niektórych nawet jeden raz w roku) niż u psów małych.
Proestrus u psów trwa zwykle od 2–15 dni. Owulacja następuje po 2-4 dniach trwania fazy estrus. Zapłodnienie może nastąpić pomiędzy 4. a 18. dniem rui. Czas trwania okresu cieczki właściwej zależny jest od wielkości (zwykle rasy) psa i wynosi od 3–21 dni (przeciętnie około 9 dni). Okres od pojawienia się krwawienia do zakończenia fazy estrus trwa zwykle około trzech tygodni.
Ciąża trwa od ok. 60–70 dni.

## Koty
Koty domowe osiągają dojrzałość płciową między 5 i 12 miesiącem życia (zwykle między 6 i 9 miesiącem).
Proestrus trwa około dwóch dni, objawia się wzmożonym pozostawianiem śladów zapachowych (ocieranie o przedmioty) i częstszym miauczeniem.
Estrus trwa od 3–10 dni (obecność samca skraca tę fazę o kilka dni).
Anestrus trwa około 8 tygodni, chociaż zdarza się, że kotka wchodzi w fazę proestrus zaraz po porodzie.
Ciąża trwa od 60–70 dni.